# Taza-Alucemas-Taunate
Taza-Alucemas-Taunate foi uma região do Marrocos, vigente entre 1997 e 2015. Sua capital era a cidade de Alucemas (antiga Alhucemas ou Villa Sanjurjo em castelhano).